# Personaggi di General Hospital
Questa voce contiene un elenco di personaggi, attuali e passati, presenti nella soap opera della ABC General Hospital.

## Cast

### Cast attuale
| Attore             | Personaggio             | Durata                                                          |
| ------------------ | ----------------------- | --------------------------------------------------------------- |
| Tabyana Ali        | Trina Robinson          | 2022–presente                                                   |
| Adrian Anchondo    | Marco Rios              | 2025–presente                                                   |
| Jens Austin Astrup | Kai Taylor              | 2024–presente                                                   |
| Maurice Benard     | Sonny Corinthos         | 1993–presente                                                   |
| Braedyn Bruner     | Emma Drake              | 2024–presente                                                   |
| Steve Burton       | Jason Morgan            | 1991–2012, 2017–2021, 2024–presente                             |
| Jane Elliot        | Tracy Quartermaine      | 1978–1980, 1989–1993, 1996, 2003–2017, 2019–2021, 2023-presente |
| Genie Francis      | Laura Collins           | 1977–84, 1993–2002, 2006, 2008, 2013, 2015–presente             |
| Rory Gibson        | Michael Corinthos       | 2025–presente                                                   |
| Nancy Lee Grahn    | Alexis Davis            | 1996–presente                                                   |
| Tanisha Harper     | Jordan Ashford          | 2022–presente                                                   |
| Alexa Havins       | Lulu Spencer            | 2024–presente                                                   |
| Rebecca Herbst     | Elizabeth Webber        | 1997–presente                                                   |
| Finola Hughes      | Anna Devane             | 1985–presente                                                   |
| Brook Kerr         | Portia Robinson         | 2020–presente                                                   |
| Katelyn MacMullen  | Willow Tait             | 2018–presente                                                   |
| Kate Mansi         | Kristina Davis          | 2023–presente                                                   |
| Cameron Mathison   | Drew Cain               | 2021–presente                                                   |
| Giovanni Mazza     | Giovanni Palmieri       | 2024–presente                                                   |
| Eden McCoy         | Josslyn Jacks           | 2015–presente                                                   |
| Amanda Setton      | Brook Lynn Quartermaine | 2019–presente                                                   |
| Kirsten Storms     | Maxie Jones             | 2005–presente                                                   |
| Josh Swickard      | Harrison Chase          | 2018–presente                                                   |
| Kelly Thiebaud     | Britt Westbourne        | 2012-2014, 2015, 2017-2018, 2020-2023, 2025–presente            |
| Donnell Turner     | Curtis Ashford          | 2015–presente                                                   |
| Kristen Vaganos    | Molly Lansing           | 2023–presente                                                   |
| Kristina Wagner    | Felicia Jones           | 1984–2005, 2007–2008, 2012–presente                             |
| Cynthia Watros     | Nina Reeves             | 2019–presente                                                   |
| Maura West         | Ava Jerome              | 2013–presente                                                   |
| Sawandi Wilson     | Isaiah Gannon           | 2024–presente                                                   |
| Laura Wright       | Carly Spencer           | 2005–presente                                                   |
| Dominic Zamprogna  | Dante Falconeri         | 2009–presente                                                   |

### Cast ricorrente
| Attore                        | Personaggio             | Durata                              |
| ----------------------------- | ----------------------- | ----------------------------------- |
| Bradford Anderson             | Damian Spinelli         | 2006–presente                       |
| Daniel Cosgrove               | Ezra Boyle              | 2025–presente                       |
| Bryce Durfee                  | S. Vaughn               | 2025–presente                       |
| Kathleen Gati                 | Liesl Obrecht           | 2012-2023, 2025–presente            |
| Daniel Goddard                | Henry Dalton            | 2025–presente                       |
| Van Hansis                    | Lucas Jones             | 2024–presente                       |
| Rick Hearst                   | Ric Lansing             | 2002–2009, 2014–2016, 2024–presente |
| Carolyn Hennesy               | Diane Miller            | 2006–presente                       |
| Lynn Herring                  | Lucy Coe                | 1986–2003, 2004, 2012–presente      |
| Josh Kelly                    | Cody Bell               | 2022–presente                       |
| Michael E. Knight             | Martin Grey             | 2019–presente                       |
| Wally Kurth                   | Ned Quartermaine        | 1991–presente                       |
| Lisa LoCicero                 | Olivia Falconeri        | 2008–presente                       |
| Chris McKenna                 | Jack Brennan            | 2025–presente                       |
| Carlo Rota                    | Jenz Sidwell            | 2024–presente                       |
| Vernee Watson                 | Stella Henry            | 2017–presente                       |
| John J. York                  | Mac Scorpio             | 1991–presente                       |
| Cosette Abinante              | Scout Quartermaine      | 2022–presente                       |
| Asher Antonyzyn               | Danny Morgan            | 2023–presente                       |
| Finn Francis Carr             | Rocco Falconeri         | 2022, 2024–presente                 |
| Levi Clark Coughlin           | Daisy Gilmore-Corinthos | 2025–presente                       |
| Jay & Joey Clay               | Ace Cassadine           | 2023–presente                       |
| Scarlett Fernandez            | Charlotte Cassadine     | 2016–2021, 2023–presente            |
| Lily Fisher                   | Georgie Spinelli        | 2017–presente                       |
| Gary James Fuller             | James West              | 2023–presente                       |
| Sequoia e Serenity Mork Macko | Amelia Corinthos        | 2024–presente                       |
| Miley e Riley Plonski         | Bailey Jones            | 2024–presente                       |
| Ava e Grace Scarola           | Avery Corinthos         | 2014–presente                       |
| Scarlett Spears               | Donna Corinthos         | 2022–presente                       |
| Viron Weaver                  | Wiley Corinthos         | 2021–presente                       |
| Dioni Michelle Collins        | Deanna Sirtis           | 2016–presente                       |
| Nazneen Contractor            | Justine Turner          | 2024–presente                       |
| Risa Dorken                   | Amy Driscoll            | 2016–presente                       |
| Morgan Fairchild              | Haven de Havilland      | 2022, 2023, 2024–presente           |
| Christina Ferraro             | Frida Navarro           | 2019–presente                       |
| Cyrus Hobbi                   | Yuri                    | 2021–presente                       |
| Jequan Jackson                | Quinn                   | 2024–presente                       |
| Cassandra James               | Terry Randolph          | 2018–presente                       |
| Arlondriah Lenyea             | N'neka Garland          | 2021–presente                       |
| Mercedes Lopez Renard         | Colette Moreau          | 2024–presente                       |
| Virginia Ma                   | Madison                 | 2024–presente                       |
| Jonathan Ohye                 | Andy Park               | 2015-2020, 2022–presente            |
| Trish Ramish                  | Trish                   | 2019, 2020–presente                 |
| Jen Ray                       | Suzanne                 | 2025–presente                       |
| Stephen A. Smith              | Brick                   | 2016–presente                       |

## Cambiamenti

### Debutti
| Attore       | Personaggio | Data | Nota |
| ------------ | ----------- | ---- | ---- |
| Erika Slezak |             |      |      |
|              |             |      |      |

### Ritorni
| Attore | Personaggio | Data | Nota |
| ------ | ----------- | ---- | ---- |
|        |             |      |      |
|        |             |      |      |

### Uscite
| Attore | Personaggio | Data | Nota |
| ------ | ----------- | ---- | ---- |
|        |             |      |      |
|        |             |      |      |

### Cast uscito di scena
| Attore                                   | Personaggio                | Durata                                                                   |
| ---------------------------------------- | -------------------------- | ------------------------------------------------------------------------ |
| John Beradino                            | Steve Hardy                | 1963-1996                                                                |
| Emily McLaughlin                         | Jessie Brewer              | 1963-1991                                                                |
| Rachel Ames                              | Audrey Hardy               | 1964–2003, 2007, 2009, 2013, 2015                                        |
| Maura McGiveney                          | Audrey Hardy               | 1971                                                                     |
| Barbara Stuart                           | Audrey Hardy               | 1978                                                                     |
| Richard Dean Anderson                    | Jeff Webber                | 1976–1981                                                                |
| William R. Moses                         | Jeff Webber                | 2022                                                                     |
| Michael Gregory                          | Rick Webber                | 1976–1978                                                                |
| Chris Robinson                           | Rick Webber                | 1978–1986, 2002, 2013                                                    |
| Bobbi Jordan                             | Terri Arnett               | 1976-1977                                                                |
| Christine Cahill                         | Tom Hardy                  | 1971–1974                                                                |
| David Comfort                            | Tom Hardy                  | 1977-1981                                                                |
| Bradley Green                            | Tom Hardy                  | 1981–1982                                                                |
| David Walker                             | Tom Hardy                  | 1982–1984                                                                |
| David Wallace                            | Tom Hardy                  | 1987–1993                                                                |
| Matthew Ashford                          | Tom Hardy                  | 1995–1997                                                                |
| Robert Beitzel                           | Steve Webber               | 1977                                                                     |
| Martin Hewitt                            | Steve Webber               | 1979–1981                                                                |
| Shaun Benson                             | Steve Webber               | 2004–2005                                                                |
| Scott Reeves                             | Steve Webber               | 2009–2013, 2024                                                          |
| Jennifer Sky                             | Sarah Webber               | 1997-1998                                                                |
| Sarah Laine                              | Sarah Webber               | 2002                                                                     |
| Georganne LaPiere                        | Heather Webber             | 1976–1977                                                                |
| Mary O'Brien                             | Heather Webber             | 1977–1979                                                                |
| Robin Mattson                            | Heather Webber             | 1980–1983, 2004, 2012-2016                                               |
| Alley Mills                              | Heather Webber             | 2022–2024                                                                |
| Rebecca Budig                            | Hayden Barnes              | 2015–2017, 2019                                                          |
| Ashwyn Bagga                             | Cameron Webber             | 2004-2006                                                                |
| Braden Walkes                            | Cameron Webber             | 2006-2012                                                                |
| Michael Leone                            | Cameron Webber             | 2013-2018                                                                |
| Anthony Saliba                           | Cameron Webber             | 2013                                                                     |
| Cade McWatt                              | Cameron Webber             | 2018                                                                     |
| William Lipton                           | Cameron Webber             | 2018–2024                                                                |
| Landon & Trey                            | Jake Webber                | 2007                                                                     |
| Amanda, Miranda, & Maryssa Jones         | Jake Webber                | 2007                                                                     |
| Edward & James Nigbor                    | Jake Webber                | 2007-2010                                                                |
| James Nigbor                             | Jake Webber                | 2011, 2015–2016                                                          |
| Hudson West                              | Jake Webber                | 2016–2024                                                                |
| Adrian & Brett Ritter                    | Aiden Webber               | 2010-2011                                                                |
| Maximo & Finbar                          | Aiden Webber               | 2011                                                                     |
| Titus Jackson                            | Aiden Webber               | 2011-2012                                                                |
| Jason David                              | Aiden Webber               | 2012-2013, 2015-2021                                                     |
| Enzo De Angelis                          | Aiden Webber               | 2021-2024                                                                |
| Tristan Riggs                            | Aiden Webber               | 2024                                                                     |
| Colin Cassidy                            | Aiden Webber               | 2024–2025                                                                |
| Catherine & Noelle Paige                 | Tommy Hardy                | 1989–1992                                                                |
| Christian Michel & Jean-Paul Rene Piette | Tommy Hardy                | 1992–93                                                                  |
| Zachary Ellington, Jr.                   | Tommy Hardy                | 1994–1997                                                                |
| David Mendenhall                         | Mike Webber                | 1980–1986                                                                |
| Paul Savior                              | Tom Baldwin                | 1966–1972                                                                |
| Don Chastain                             | Tom Baldwin                | 1976–1977                                                                |
| Ross Elliott                             | Lee Baldwin                | 1963-1965                                                                |
| Peter Hansen                             | Lee Baldwin                | 1965-1986, 1992-2004                                                     |
| Johnny Whitaker                          | Scott Baldwin              | 1965                                                                     |
| Teddy Quinn                              | Scott Baldwin              | 1966                                                                     |
| Tony Camp                                | Scott Baldwin              | 1969-1972                                                                |
| Don Clarke                               | Scott Baldwin              | 1973-1974                                                                |
| Johnny Jensen                            | Scott Baldwin              | 1974-1975                                                                |
| Kin Shriner                              | Scott Baldwin              | 1977-2024                                                                |
| James Franco                             | Franco Baldwin             | 2009-2012                                                                |
| Roger Howarth                            | Franco Baldwin             | 2013-2021                                                                |
| Cari Shayne                              | Karen Wexler               | 1992–1994                                                                |
| Jennifer Hammon                          | Karen Wexler               | 1997–1999                                                                |
| Marie Wilson                             | Karen Wexler               | 1999–2003                                                                |
| Josh Duhon                               | Logan Hayes                | 2007–2008                                                                |
| Carly Schroeder                          | Serena Baldwin             | 1993–2003, 2017                                                          |
| Angela & Michele Mora                    | Christina Baldwin          | 1999-2000                                                                |
| Kaitlyn Maggio                           | Christina Baldwin          | 2001-2003                                                                |
| David Lewis                              | Edward Quartermaine        | 1978-1989, 1991-1993                                                     |
| Les Tremayne                             | Edward Quartermaine        | 1987, 1988                                                               |
| John Ingle                               | Edward Quartermaine        | 1993-2004, 2006-2012                                                     |
| Jed Allan                                | Edward Quartermaine        | 2004-2006                                                                |
| Anna Lee                                 | Lila Quartermaine          | 1978-2003                                                                |
| Meg Wyllie                               | Lila Quartermaine          | 1994                                                                     |
| Stuart Damon                             | Alan Quartermaine          | 1977–2008, 2011–2014                                                     |
| Aaron Seville                            | Bradley Ward               | 1994, 1996                                                               |
| Steve Bond                               | Jimmy Lee Holt             | 1983–1986                                                                |
| Patsy Rahn                               | Monica Quartermaine        | 1976-1977                                                                |
| Leslie Charleson                         | Monica Quartermaine        | 1977-2022, 2023                                                          |
| Patty McCormack                          | Monica Quartermaine        | 2018                                                                     |
| Holly Kaplan                             | Monica Quartermaine        | 2022                                                                     |
| Christine Jones                          | Tracy Quartermaine         | 1989                                                                     |
| Antoinette Byron                         | Skye Chandler Quartermaine | 1986-1987                                                                |
| Carrie Genzel                            | Skye Chandler Quartermaine | 1996–1997                                                                |
| Robin Christopher                        | Skye Chandler Quartermaine | 1987-1991, 1999, 2012                                                    |
| Eric Kroh                                | A.J. Quartermaine          | 1979-1983                                                                |
| Abraham Geary                            | A.J. Quartermaine          | 1983-1986                                                                |
| Jason Marsden                            | A.J. Quartermaine          | 1986-1988                                                                |
| Christopher Nelson                       | A.J. Quartermaine          | 1988                                                                     |
| Justin Whalin                            | A.J. Quartermaine          | 1988-1989                                                                |
| Gerald Hopkins                           | A.J. Quartermaine          | 1991-1992                                                                |
| Sean Kanan                               | A.J. Quartermaine          | 1993-1997, 2012-2014                                                     |
| Billy Warlock                            | A.J. Quartermaine          | 1997-2003, 2005                                                          |
| Amber Tamblyn                            | Emily Quartermaine         | 1995-2001                                                                |
| Natalia Livingston                       | Emily Quartermaine         | 2003-2009, 2013-2014                                                     |
| Brooke Radding                           | Brook Lynn Quartermaine    | 1999-2001                                                                |
| Adrianne León                            | Brook Lynn Quartermaine    | 2004-2006, 2010-2011                                                     |
| Briana Lane                              | Brook Lynn Quartermaine    | 2020, 2022                                                               |
| Kim Valentine                            | Dawn Winthrop              | 1989                                                                     |
| Sharon Case                              | Dawn Winthrop              | 1989–1990                                                                |
| Lisa Fuller                              | Dawn Winthrop              | 1990                                                                     |
| Jennifer Guthrie                         | Dawn Winthrop              | 1990–1991                                                                |
| Gianna Maria Crane                       | Lila Rae Alcazar           | 2006-2007                                                                |
| Kayla Madison                            | Lila Rae Alcazar           | 2012                                                                     |
| Rio Mangini                              | Oscar Nero Quartermaine    | 2017                                                                     |
| Garren Stitt                             | Oscar Nero Quartermaine    | 2017–2019                                                                |
| Joseph C. Phillips                       | Justus Ward                | 1994-1998                                                                |
| Monti Sharp                              | Justus Ward                | 1998                                                                     |
| M'fundo Morrison                         | Justus Ward                | 2003-2006                                                                |
| April Weeden-Washington                  | Faith Ward                 | 1994                                                                     |
| Faith Collins                            | Faith Ward                 | 1995-1996                                                                |
| Kevin & Michael Jacobson                 | Dillon Quartermaine        | 1992                                                                     |
| Jacob Smith                              | Dillon Quartermaine        | 1996                                                                     |
| Scott Clifton                            | Dillon Quartermaine        | 2003-2007                                                                |
| Robert Palmer Watkins                    | Dillon Quartermaine        | 2015-2017                                                                |
| Kurt McKinney                            | Ned Quartermaine           | 1988-1991                                                                |
| Lesli Kay                                | Lois Cerullo               | 2004-2005                                                                |
| Roger Howarth                            | Austin Gatlin-Holt         | 2021-2023                                                                |
| Scott Curtis                             | Jonah Gatlin               | 1986                                                                     |
| Annie Ilonzeh                            | Maya Ward                  | 2010-2011                                                                |
| Renee Anderson                           | Alex Quartermaine          | 1980–1981                                                                |
| Will B. Hunt                             | Herbert Quartermaine       | 1987                                                                     |
| Alex Sheafe                              | Quentin Quartermaine       | 1983-1986                                                                |
| Allan Miller                             | Quentin Quartermaine       | 1987-1988                                                                |
| Sherilyn Wolter                          | Celia Quartermaine         | 1983-1986                                                                |
| Billy Miller                             | Drew Quartermaine          | 2014–2019                                                                |
| Quinn Carlson                            | Jason Morgan               | 1981-1982                                                                |
| Bryan Beck                               | Jason Morgan               | 1982-1988                                                                |
| Billy Miller                             | Jason Morgan               | 2014-2017                                                                |
| Tava Smiley                              | Chloe Morgan               | 1999–2001                                                                |
| Gage & Gavin                             | Danny Morgan               | 2012                                                                     |
| Claire & Juliette                        | Danny Morgan               | 2012                                                                     |
| Jaxon & Jakob Kring                      | Danny Morgan               | 2012-2014                                                                |
| Caden & Corben Rothweiler                | Danny Morgan               | 2014-2015                                                                |
| Braiden & Dylan Kazowski                 | Danny Morgan               | 2015-2016                                                                |
| T.K. Weaver                              | Danny Morgan               | 2016-2019                                                                |
| Porter Fasullo                           | Danny Morgan               | 2019-2021                                                                |
| Zakary Risinger                          | Danny Morgan               | 2021                                                                     |
| Lori & Sevan Andonian                    | Scout Quartermaine         | 2017                                                                     |
| Palmer & Poe Parker                      | Scout Quartermaine         | 2017-2019                                                                |
| Ella Ramacieri                           | Scout Quartermaine         | 2019-2021                                                                |
| Verity Jann                              | Leo Quartermaine           | 2015                                                                     |
| Ezra & Silas                             | Leo Quartermaine           | 2015                                                                     |
| Leo & Luca                               | Leo Quartermaine           | 2016-2017                                                                |
| Pressly James Crosby                     | Leo Quartermaine           | 2017-2018                                                                |
| Max Matenko                              | Leo Quartermaine           | 2018                                                                     |
| Aaron Bradshaw                           | Leo Quartermaine           | 2018-2019                                                                |
| Easton Rocket Sweda                      | Leo Quartermaine           | 2021–2024                                                                |
| Isaiah Dell                              | Leo Quartermaine           | 2022                                                                     |
| John Colicos                             | Mikkos Cassadine           | 1981, 2021                                                               |
| Thaao Penghlis                           | Victor Cassadine           | 1981, 2014                                                               |
| Charles Shaughnessy                      | Victor Cassadine           | 2021–2023                                                                |
| Andre Landzaat                           | Tony Cassadine             | 1981                                                                     |
| John Martinuzzi                          | Stavros Cassadine          | 1983                                                                     |
| Robert Kelker-Kelly                      | Stavros Cassadine          | 2001–2003, 2013–2014                                                     |
| Stephen Nichols                          | Stefan Cassadine           | 1996–2003                                                                |
| Jaime Ray Newman                         | Kristina Cassadine         | 2001–2003                                                                |
| Alyshia Ochse                            | Irina Cassadine            | 2011–2012                                                                |
| Tyler Christopher                        | Nikolas Cassadine          | 1996-1999, 2003-2011, 2013-2016                                          |
| Coltin Scott                             | Nikolas Cassadine          | 1999-2003                                                                |
| Chris Beetem                             | Nikolas Cassadine          | 2005                                                                     |
| Nick Stabile                             | Nikolas Cassadine          | 2016                                                                     |
| Marcus Coloma                            | Nikolas Cassadine          | 2019-2023                                                                |
| Adam Huss                                | Nikolas Cassadine          | 2021-2024                                                                |
| Caden & Nicholas Laughlin                | Spencer Cassadine          | 2006                                                                     |
| Nathan & Spencer Casamassima             | Spencer Cassadine          | 2006–2007                                                                |
| Lance Doven                              | Spencer Cassadine          | 2008                                                                     |
| Rami Yousef                              | Spencer Cassadine          | 2008                                                                     |
| Davin Ransom                             | Spencer Cassadine          | 2009-2011                                                                |
| Nicolas Bechtel                          | Spencer Cassadine          | 2013–2020                                                                |
| Nicholas Chavez                          | Spencer Cassadine          | 2021–2024                                                                |
| James Patrick Stuart                     | Valentin Cassadine         | 2016-2025                                                                |
| John Colicos                             | Petros Cassadine           | 1985                                                                     |
| Michael Carvin                           | Dimitri Cassadine          | 1986                                                                     |
| Amelie McLain                            | Charlotte Cassadine        | 2021–2023                                                                |
| AnaSofia Bianchi                         | Charlotte Cassadine        | 2023                                                                     |
| Ron Hale                                 | Mike Corbin                | 1995-2011                                                                |
| Max Gail                                 | Mike Corbin                | 2018-2021                                                                |
| Dylan & Blake Hopkins                    | Michael Corinthos          | 1997-2001                                                                |
| Tiarnan Cunningham                       | Michael Corinthos          | 2001-2002                                                                |
| Dylan Cash                               | Michael Corinthos          | 2002-2008                                                                |
| Drew Garrett                             | Michael Corinthos          | 2009-2010                                                                |
| Chad Duell                               | Michael Corinthos          | 2010-2025                                                                |
| Robert Adamson                           | Michael Corinthos          | 2022, 2024                                                               |
| Kara & Shelby Hoffman                    | Kristina Corinthos         | 2003                                                                     |
| Emma & Sarah Smith                       | Kristina Corinthos         | 2003-2005                                                                |
| Kali Rodriguez                           | Kristina Corinthos         | 2005-2008                                                                |
| Lexi Ainsworth                           | Kristina Corinthos         | 2009-2011; 2015-2023                                                     |
| Lindsey Morgan                           | Kristina Corinthos         | 2012-2013                                                                |
| McKenna and Karleigh Larson              | Josslyn Jacks              | 2009-2012                                                                |
| Sarah Johnson                            | Josslyn Jacks              | 2012-2013                                                                |
| Paige Olivier                            | Josslyn Jacks              | 2013                                                                     |
| Hannah Nordberg                          | Josslyn Jacks              | 2014-2015                                                                |
| Courtney Fulk                            | Josslyn Jacks              | 2023-2024                                                                |
| Maria Rangel                             | Adela Corinthos            | 1995                                                                     |
| Iris Almario                             | Adela Corinthos            | 2003, 2006                                                               |
| Owen & Nathan Ford                       | Amelia Corinthos           | 2023                                                                     |
| Bo Harrison                              | Amelia Corinthos           | 2023                                                                     |
| Siobhan                                  | Amelia Corinthos           | 2023                                                                     |
| Islay & Paisley Kerr                     | Amelia Corinthos           | 2023-2024                                                                |
| Erik & Theo Olson                        | Wiley Corinthos            | 2018-2021                                                                |
| Caleb & Kyler Ends                       | Wiley Corinthos            | 2021                                                                     |
| Ella & Emma Hulen                        | Donna Corinthos            | 2019-2020                                                                |
| Ava Avendano                             | Donna Corinthos            | 2021                                                                     |
| Arya & Ayla Dormiani                     | Donna Corinthos            | 2021-2022                                                                |
| Alicia Leigh Willis                      | Courtney Matthews          | 2001-2006, 2015, 2020                                                    |
| Bonnie Burroughs                         | Gladys Corbin              | 2019–2023                                                                |
| Johnny Wactor                            | Brando Corbin              | 2020–2022                                                                |
| Anthony Geary                            | Tim Spencer                | 2015                                                                     |
| Norma Connolly                           | Ruby Anderson              | 1979-1998                                                                |
| Dee Wallace                              | Pat Spencer                | 2015                                                                     |
| Anthony Geary                            | Luke Spencer               | 1978-1984, 1993-2015, 2017                                               |
| Jacklyn Zeman                            | Bobbie Spencer             | 1977-2010, 2013-2023                                                     |
| Sarah Brown                              | Carly Spencer              | 1996-2001, 2014                                                          |
| Tamara Braun                             | Carly Spencer              | 2001-2005, 2014                                                          |
| Jennifer Bransford                       | Carly Spencer              | 2005                                                                     |
| Stacey Baldwin                           | Laura Collins              | 1974-1976                                                                |
| Jonathan Jackson                         | Lucky Spencer              | 1993–1999, 2009–2011, 2015, 2024–2025                                    |
| Jacob Young                              | Lucky Spencer              | 2000-2003                                                                |
| Greg Vaughan                             | Lucky Spencer              | 2003-2009                                                                |
| Guy Wilson                               | Lucky Spencer              | 2025                                                                     |
| Amanda & Kerrianne Harrington            | Lulu Spencer               | 1994-1995                                                                |
| Clare & Maribel Moses                    | Lulu Spencer               | 1995                                                                     |
| Alisyn & Kelli Griffith                  | Lulu Spencer               | 1995-2001                                                                |
| Stephanie Allen                          | Lulu Spencer               | 2001-2003                                                                |
| Tessa Allen                              | Lulu Spencer               | 2004-2005                                                                |
| Julie Marie Berman                       | Lulu Spencer               | 2005-2010                                                                |
| Marcy Rylan                              | Lulu Spencer               | 2013-2020                                                                |
| Brytni Sarpy                             | Valerie Spencer            | 2015–2019                                                                |
| Paulina Bugembe                          | Valerie Spencer            | 2019–2020                                                                |
| Nolan & Michael Webb                     | Rocco Falconeri            | 2013                                                                     |
| Diego & Mateo                            | Rocco Falconeri            | 2013-2014                                                                |
| Liam & Oliver Friedy                     | Rocco Falconeri            | 2014-2015                                                                |
| Charles & Ethan Losie                    | Rocco Falconeri            | 2015-2016                                                                |
| Mason Tannous                            | Rocco Falconeri            | 2016                                                                     |
| O'Neill Monahan                          | Rocco Falconeri            | 2017-2019                                                                |
| Brady Bauer                              | Rocco Falconeri            | 2021                                                                     |
| Harper & Presley Carlson                 | Avery Corinthos            | 2014                                                                     |
| Tristan Rogers                           | Robert Scorpio             | 1980-1992, 1995, 2006, 2008, 2012-2016, 2018-2024                        |
| Emma Samms                               | Holly Sutton               | 1982-1985, 1992-1993, 2006, 2009, 2012-2013, 2015, 2020, 2022-2023, 2024 |
| Sofia Mattsson                           | Sasha Corbin               | 2018-2025                                                                |
| Helena Mattsson                          | Sasha Corbin               | 2022                                                                     |
| Michelle Stafford                        | Nina Reeves                | 2014-2019                                                                |
| Ruby & Rose Romero                       | Emma Drake                 | 2008-2009                                                                |
| Gianna & Jessie Salvatierra              | Emma Drake                 | 2009-2010                                                                |
| Francesca Cistone                        | Emma Drake                 | 2011                                                                     |
| Brooklyn Rae Silzer                      | Emma Drake                 | 2011-2018, 2020, 2023                                                    |
| Kelly Monaco                             | Sam McCall                 | 2003-2024                                                                |
| Lindsay Hartley                          | Sam McCall                 | 2022, 2024                                                               |
| Nick Kiriazis                            | Ric Lansing                | 2007                                                                     |
| Hope & Faith Dever                       | Molly Lansing              | 2005-2007                                                                |
| Iris & Ivy Kaim                          | Molly Lansing              | 2007-2008                                                                |
| Haley Pullos                             | Molly Lansing              | 2009-2013                                                                |
| Holiday Mia Kriegel                      | Molly Lansing              | 2023                                                                     |
| Brooke Anne Smith                        | Molly Lansing              | 2023                                                                     |
| Nathan Parsons                           | Ethan Lovett               | 2009-2013, 2015, 2020                                                    |
| James Ryan                               | Ethan Lovett               | 2023                                                                     |
| Brighton Hertford                        | B.J. Jones                 | 1986-1994; 2024                                                          |
| Marissa Carrera                          | B.J. Jones                 | 2005                                                                     |
| Kirsten Storms                           | B.J. Jones                 | 2009                                                                     |
| Chelsey & Kahley Cuff                    | Maxie Jones                | 1990-1991                                                                |
| Ashley & Jessica Clark                   | Maxie Jones                | 1992                                                                     |
| Elaine & Melanie Silver                  | Maxie Jones                | 1992-1993                                                                |
| Robyn Richards                           | Maxie Jones                | 1993-2004                                                                |
| Danica Stewart                           | Maxie Jones                | 2002                                                                     |
| Jen Lilley                               | Maxie Jones                | 2011-2012                                                                |
| Molly Burnett                            | Maxie Jones                | 2016, 2018                                                               |
| Nicole Paggi                             | Maxie Jones                | 2023, 2024                                                               |
| Elle & Eve Tanz                          | Georgie Spinelli           | 2013                                                                     |
| Londyn & Teagan                          | Georgie Spinelli           | 2013-2014                                                                |
| Harper Rose Barash                       | Georgie Spinelli           | 2015                                                                     |
| Eden Harker                              | Georgie Spinelli           | 2023                                                                     |
| Juliet Donenfeld                         | Georgie Spinelli           | 2024                                                                     |
| Sally Brown                              | James West                 | 2018                                                                     |
| Beau & Jet Marciano                      | James West                 | 2018-2019                                                                |
| Caleb & Kyler Ends                       | James West                 | 2019                                                                     |
| Owen & Curtis Rufca                      | James West                 | 2019                                                                     |
| Capri & Teddy                            | Bailey Jones               | 2021                                                                     |
| Harper & Scarlett Bloom                  | Bailey Jones               | 2021                                                                     |
| Odell-Diaz Twins                         | Bailey Jones               | 2021                                                                     |
| London & Jett Prinzo-Berendt             | Bailey Jones               | 2021-2022                                                                |
| Lincoln & Teddy Sykes                    | Bailey Jones               | 2022-2023                                                                |
| Nicholas Moody                           | Lucas Jones                | 1989                                                                     |
| Chuckie & Kenny Gravino                  | Lucas Jones                | 1989-1994                                                                |
| Kevin & Christopher Graves               | Lucas Jones                | 1990                                                                     |
| Jay Sacane                               | Lucas Jones                | 1994-1996                                                                |
| Justin Cooper                            | Lucas Jones                | 1996-1998                                                                |
| Logan O'Brien                            | Lucas Jones                | 1998-2002                                                                |
| Evan Bonifant                            | Lucas Jones                | 2002                                                                     |
| C.J. Thomason                            | Lucas Jones                | 2002-2003                                                                |
| Ryan Carnes                              | Lucas Jones                | 2004-2005, 2014-2020, 2024                                               |
| Ben Hogestyn                             | Lucas Jones                | 2005-2006                                                                |
| Matt Trudeau                             | Lucas Jones                | 2020-2021                                                                |
| Robert Gossett                           | Marshall Ashford           | 2021-2024                                                                |
| Vinessa Antoine                          | Jordan Ashford             | 2014-2018                                                                |
| Briana Nicole Henry                      | Jordan Ashford             | 2018-2021                                                                |
| Tiffany Daniels                          | Jordan Ashford             | 2021                                                                     |
| Krys Meyer                               | T.J. Ashford               | 2012                                                                     |
| Tequan Richmond                          | T.J. Ashford               | 2012-2018                                                                |
| Tajh Bellow                              | T.J. Ashford               | 2018-2024                                                                |
| Michael Easton                           | Hamilton Finn              | 2016-2024                                                                |
| Jophielle Love                           | Violet Finn                | 2019-2024                                                                |
| Avery Kristen Pohl                       | Esme Prince                | 2021-2024                                                                |
| James Read                               | Gregory Chase              | 2018                                                                     |
| Gregory Harrison                         | Gregory Chase              | 2020-2024                                                                |
| Réal Andrews                             | Marcus Taggert             | 1996-1997, 1998-2003, 2020-2023                                          |
| Mathew St. Patrick                       | Marcus Taggert             | 1997                                                                     |
| Asante Jones                             | Marcus Taggert             | 2020-2022                                                                |
| Joshua Benard                            | Adam Wright                | 2022-2024                                                                |
| Max Decker                               | Johann Bauer               | 2022                                                                     |
| Susan Diol                               | Clara                      | 2023                                                                     |
| Mark Engelhardt                          | Roman Hume                 | 2022-2023                                                                |
| Morgan Fairchild                         | Haven de Havilland         | 2022, 2023, 2024                                                         |
| Anna Zielinski                           | Jennifer Arden             | 2019-2020                                                                |
| Jennifer Field                           | Jennifer Arden             | 2022                                                                     |
| Kathleen Gati                            | Liesl Obrecht              | 2012-2023                                                                |
| Joyce Guy                                | Phyllis Caulfield          | 2020-2023                                                                |
| Nathaniel Harris                         | Tony Robinson              | 2006-2023                                                                |
| Ricco Ross                               | Sterling Robinson          | 2023                                                                     |
| Gavin Houston                            | Zeke Robinson              | 2023                                                                     |
| Tiana Le                                 | Trina Robinson             | 2017-2018                                                                |
| Sydney Mikayla                           | Trina Robinson             | 2019-2022                                                                |
| Tanika Lopez                             | Trina Robinson             | 2024                                                                     |
| Carly Hughes                             | Elise Vance                | 2023                                                                     |
| David Lautman                            | Grant Smoltz               | 2022                                                                     |
| Jacqueline Grace Lopez                   | Alison Rogers              | 2022-2024                                                                |
| Frank Lyon                               | Frank                      | 2014-2015, 2018, 2021-2022                                               |
| Heather Mazur                            | Eileen Ashby               | 2021-2023                                                                |
| Marc Samuel                              | Felix DuBois               | 2012-2022, 2023, 2024                                                    |
| Brad Schmidt                             | Book                       | 2022-2023                                                                |
| Darin Toonder                            | Damon Montague             | 2023                                                                     |
| Walt Willey                              | Jackson Montgomery         | 2023                                                                     |
| Charles Mesure                           | Jack Brennan               | 2023-2025                                                                |
| Jeff Kober                               | Cyrus Renault              | 2020-2025                                                                |
| Antonio Sabato Jr.                       | Jagger Cates               | 1992-1995, 2008                                                          |
| Adam J. Harrington                       | Jagger Cates               | 2024                                                                     |
| Parry Shen                               | Brad Cooper                | 2013-2025                                                                |
| Jon Lindstrom                            | Kevin Collins              | 1993-2004, 2013-2024                                                     |
| Lisa Donahey                             | Lisa Myers                 | 2013-2022                                                                |
| Evan Hofer                               | Dex Heller                 | 2022-2024                                                                |
| Kendrick Cross                           | Calvin Bennet              | 2023-2024                                                                |
| Eva LaRue                                | Natalia Ramirez            | 2024–2025                                                                |
| Rena Sofer                               | Lois Cerullo               | 1993–1997, 2023–2025                                                     |
| Lydia Look                               | Selina Wu                  | 2015–2017, 2021–2025                                                     |